# Lennart Sjögren (författare)
Per Lennart Sjögren, född 8 juli 1930 i Byxelkrok i Böda socken på Öland, är en svensk konstnär och  författare.

## Biografi
Han är son till lantbrukaren John Anders Helge Sjögren och Ida Maria Hafström och från 1959 gift med Eva Maria Forsberg. Sjögren studerade konst under fyra års tid vid Hovedskous målarskola i Göteborg samt kortare perioder för Iván Grünewald och Signe Barth i Stockholm. Tillsammans med sin fru ställde han ut på Galerie Bogestad i Göteborg 1957 och 1959 ställde han tillsammans med tre andra konstnärer ut på Kalmar konstmuseum. Separat ställde han bland annat ut på Galleri Gröna Paletten i Stockholm och hos God konst i Göteborg och han medverkade i samlingsutställningar i Kalmar, Ölands Skogsby, Motala, Borgholm och Hjo. Hans konst består av geometriska former och lyriska öländska landskapsskildringar. Han tillhör en löst sammansatt grupp på norra Öland som brukar kallas Åkerbokonstnärerna med årliga samlingsutställningar. Sjögren är representerad i Föra kyrka på Öland och i Kalmar konstmuseum.     Sina tavlor signerar han med initialerna LS.
Sjögren ärockså  verksam som lyrisk författare sedan den litterära debuten 1958 och har tilldelats ett stort antal litteraturpriser. Sjögren är bosatt i sin födelsebygd på Ölands nordspets. År 2002 erhöll han utmärkelsen Årets ölänning.
I januari 2007 förlänades han Litteris et Artibus.

## Samlade upplagor och urval
- (på tyska) Der äussere Strand : Gedichte. Stockholm: Bonnier. 1998. Libris 2625033 - Översättning av valda dikter.
- (på nederländska) Oog om oog. Amsterdam: Querido. 1999. Libris 9207604. ISBN 9021482207 - Översättning av valda dikter.
- Dikter 1982-2004 : ett urval. Stockholm: Bonnier. 2004. Libris 9669428. ISBN 9100101745
- (på ungerska) Tengertajték : versek. Budapest: Széphalom Könyvműhely. 2004. Libris 10207986. ISBN 963-9373-80-X - Översättning av valda dikter.

## Priser och utmärkelser
- 1969 – Landsbygdens författarstipendium
- 1979 – Sveriges Radios Lyrikpris
- 1981 – Carl Emil Englund-priset för Stockholms central
- 1988 – Bellmanpriset
- 1990 – Gustaf Fröding-sällskapets lyrikpris
- 1993 – De Nios Stora Pris
- 1996 – Doblougska priset
- 1997 – Linnépriset
- 1998 – Aniarapriset
- 1998 – Tegnérpriset
- 2000 – LRF:s litteraturpris
- 2001 – Karlfeldt-priset
- 2002 – Årets ölänning
- 2004 – Gerard Bonniers pris
- 2007 – Litteris et Artibus
- 2012 – Svenska Akademiens essäpris
- 2014 – Aspenströmpriset
- 2022 - Tranströmerpriset[3]